# RAWG
RAWG — англоязычный веб-сайт, посвященный компьютерным играм. Он представляет собой «IMDb для игр», рекомендательный сервис. Сайт включает в себя базу компьютерных игр, которые могут быть добавлены любыми пользователями.
У сайта имеется открытое API.

## История
Впервые о RAWG было объявлено в октябре 2016 года, когда Гаджи Махтиев и Алексей Горностаев объявили о создании рекомендательного сервиса, с целью создания крупнейшей в мире базы игр. Тогда же было объявлено, что проект начнёт свою работу в 2017 году.
Стартовые инвестиции проекта составляли 250 000 долларов.
Домен rawg.io был зарегистрирован 15 марта 2017 года.
24 мая 2017 года сайт был официально запущен.
В феврале 2018 Махтиев объявил о привлечении инвестиций в размере миллиона евро.
В мае 2019 года сервис запустил нейросеть для улучшения работы рекомендаций.

### Русскоязычная версия
С 19 августа 2019 на домене AG.ru, принадлежащему сайту Absolute Games, который до прекращения обновлений (27 декабря 2016) был интернет-изданием о компьютерных играх, действует русскоязычная версия RAWG.